# Szkoła Zdrowia Publicznego CMKP
Szkoła Zdrowia Publicznego Centrum Medycznego Kształcenia Podyplomowego w Warszawie jest wydziałem Centrum Medycznego Kształcenia Podyplomowego – państwowej wyższej uczelni podyplomowej prowadzącej kształcenie specjalizacyjne dla lekarzy, lekarzy dentystów, pielęgniarek, położnych, farmaceutów i innych osób z wyższym wykształceniem niemedycznym.

## Historia
Szkoła Zdrowia Publicznego CMKP istnieje nieprzerwanie pod różnymi nazwami od 1971, kiedy to Rada Ministrów odrębnym aktem powołała do życia Centrum Medyczne Kształcenia Podyplomowego.
- 1971–1996 – Studium Medycyny Społecznej
- 1996 – do chwili obecnej Szkoła Zdrowia Publicznego i Medycyny Społecznej[2]

Szkoła jako ośrodek akredytowany realizuje program kształcenia specjalizacyjnego w zdrowiu publicznym dla lekarzy i magistrów oraz prowadzi jednolity kurs ze zdrowia publicznego dla wszystkich specjalności lekarskich. Od początku swojej działalności Szkoła wykształciła kilkadziesiąt tysięcy lekarzy i lekarzy dentystów oraz magistrów w medycynie społecznej, pomocy społecznej, organizacji ochrony zdrowia i zdrowiu publicznym. Na przestrzeni lat wykładowcami byli nie tylko pracownicy Szkoły, ale również wybitni uczeni z najlepszych ośrodków akademickich w Polsce zajmujący się tematyką powiązaną z zagadnieniami medycyny społecznej i zdrowia publicznego, konsultanci krajowi i wojewódzcy, praktycy zarządzania, przedstawiciele samorządu lekarskiego oraz ministrowie zdrowia, w tym m.in. Marek Balicki i Konstanty Radziwiłł.

### Historia siedziby
Szkoła Zdrowia Publicznego CMKP od początku swojej działalności mieści się przy ulicy Kleczewskiej 61/63 w budynku zbudowanym po II wojnie światowej na fundamentach nieukończonego domu Zdobyczy Robotniczej. W budynku tym do końca lat 60. XX wieku mieścił się komisariat Milicji Obywatelskiej.
Budynek Szkoły znajduje się w wykazie zabytków ujętych w gminnej ewidencji zabytków m.st. Warszawy pod numerem BIE03864 jako element Osiedla Bielany I.
W latach 2022–2024 przeprowadzono generalny remont elewacji całego budynku, a na podwórzu utworzono zieleniec.

## Dyrektorzy
- 1971–1977: Bogusław Kożusznik
- 1978–1991: Marek Sanecki
- 1991–1996: Andrzej Wojtczak
- 1996–2003: Jerzy Leowski
- 2003–2004: Janusz Opolski
- 2005–2005: Maria Miller
- 2005–2011: Janusz Opolski (ponownie)
- 2011–2018: Dorota Cianciara
- 2018-2024: Jarosław Pinkas
- od 2024: Janusz Ostrowski

## Struktura
- Zakład Ekonomiki Zdrowia i Badań nad Jakością Życia
- Zakład Epidemiologii Chorób Zakaźnych i Nowotworowych
- Zakład Epidemiologii i Promocji Zdrowia
- Zakład Geriatrii i Gerontologii
- Zakład Historii Medycyny
- Zakład Komunikacji Medycznej
- Zakład Medycyny Stylu Życia
- Zakład Pielęgniarstwa
- Zakład Prawa Medycznego i Orzecznictwa Lekarskiego
- Zakład Statystyki Medycznej
- Zakład Szkolenia Biegłych
- Zakład Zarządzania i Organizacji Systemu Ochrony Zdrowia
- Zakład Zdrowia Populacyjnego